# St. Afra (Maidbronn)

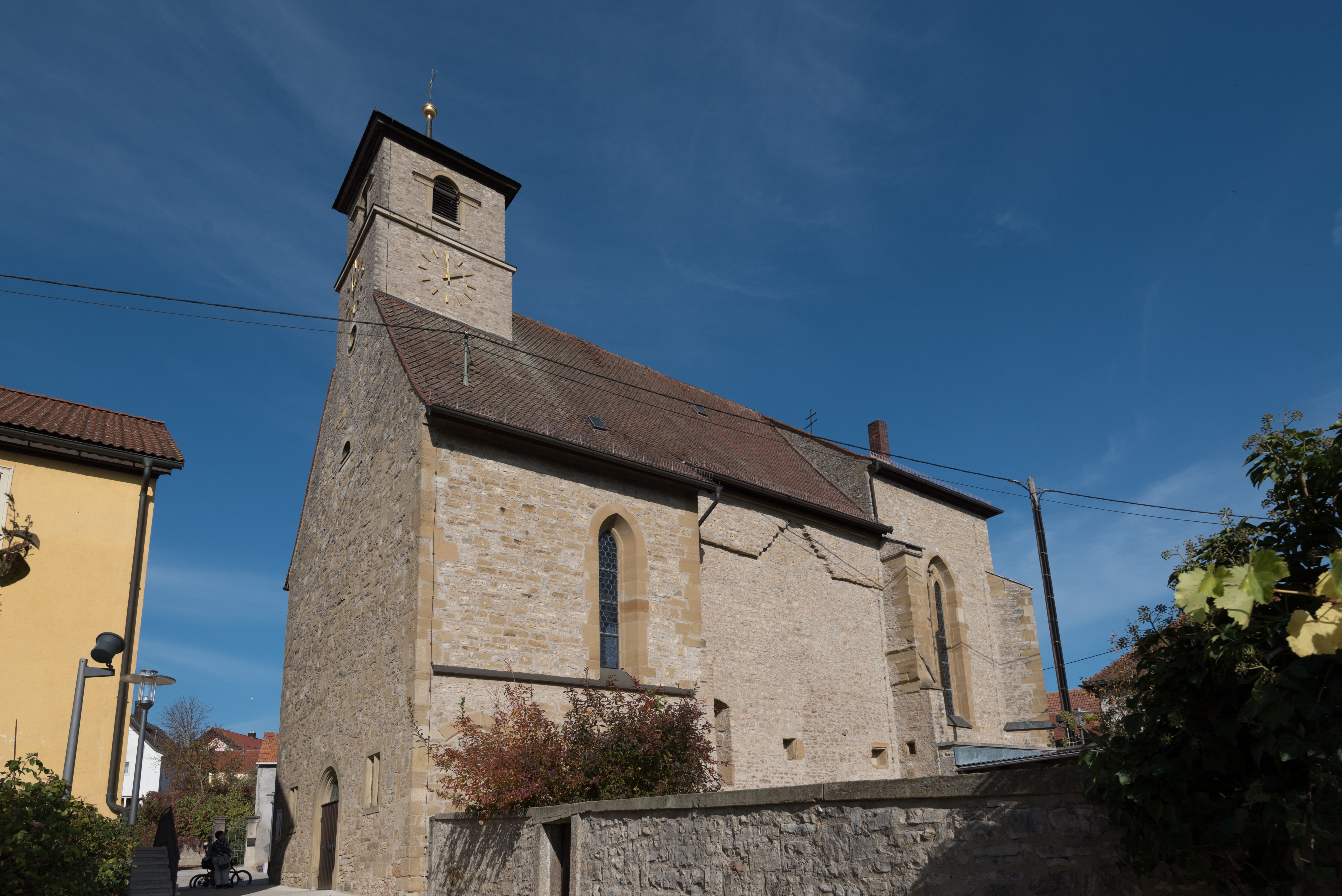
St. Afra in Maidbronn

Die römisch-katholische, denkmalgeschützte Pfarrkirche St. Afra steht in Maidbronn, einem Gemeindeteil des Marktes Rimpar im Landkreis Würzburg (Unterfranken, Bayern). Das Bauwerk ist unter der Denkmalnummer D-6-79-180-43 als Baudenkmal in der Bayerischen Denkmalliste eingetragen. Die Pfarrei gehört zur Pfarreiengemeinschaft „Gemeinsam unterwegs“ – St. Afra Maidbronn & St. Peter und Paul Rimpar im Dekanat Würzburg rechts des Mains des Bistums Würzburg.

## Beschreibung
Von der ursprünglichen Klosterkirche des Klosters Maidbronn haben sich der den Laien vorbehaltene Ostteil des Langhauses und der Chor erhalten. Im Westen des Langhauses erhebt sich seit dem frühen 19. Jahrhundert aus dem Satteldach ein mit einem Pyramidendach bedeckter Dachturm, der die Turmuhr und den Glockenstuhl mit vier Kirchenglocken beherbergt. 
Zur Kirchenausstattung gehört ein vor 1525 für den Hochaltar geschaffenes steinernes Relief der Beweinung Christi von Tilman Riemenschneider, das in späterer Zeit in einen hinzugefügten barocken Aufbau samt Rahmen gestellt wurde.